# Ulmeni (okręg Buzău)
Ulmeni – wieś w Rumunii, w okręgu Buzău, w gminie Ulmeni. W 2011 roku liczyła 1079 mieszkańców.